# ファイアウッド・バンクシア

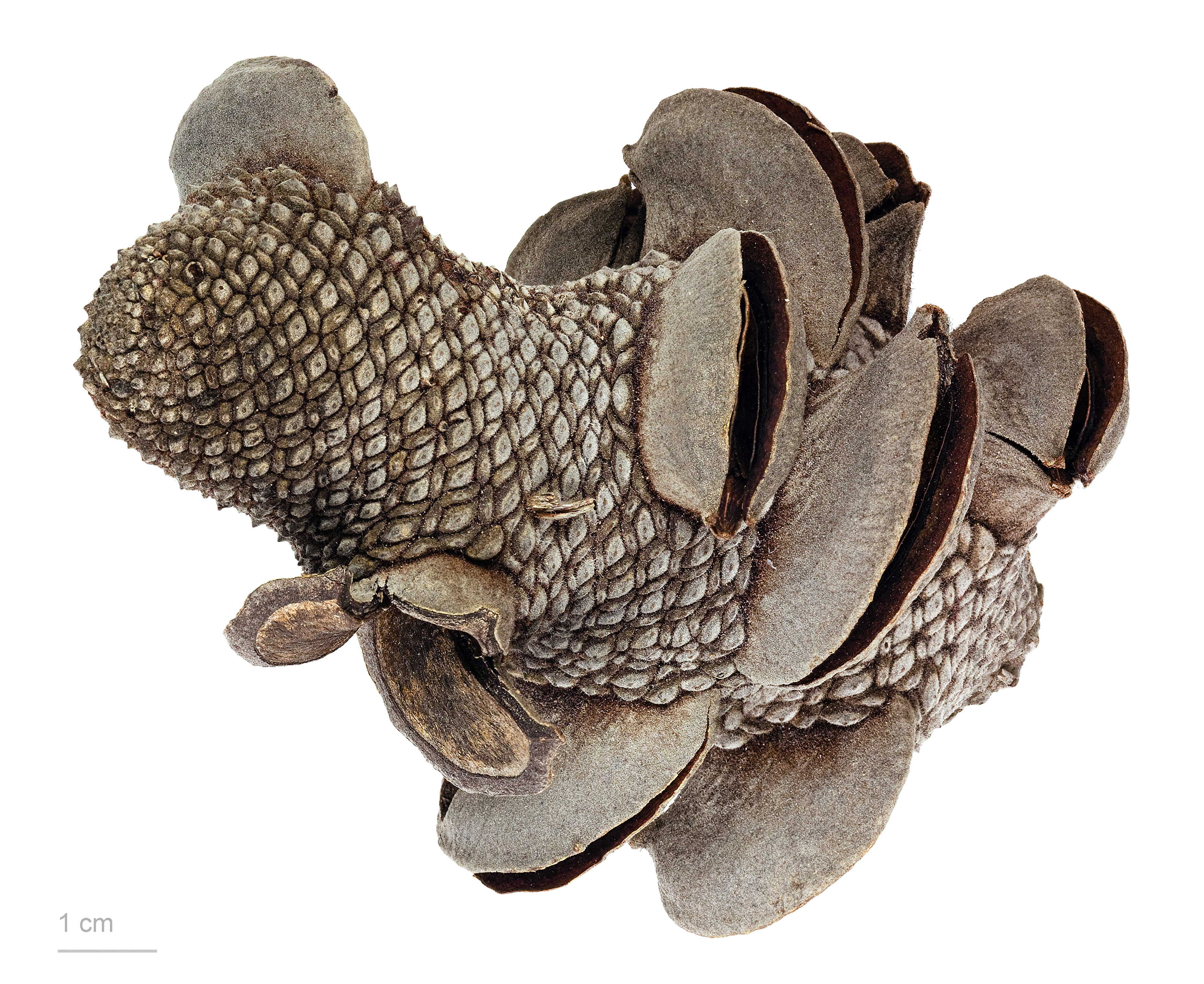
Banksia menziesii

ファイアウッド・バンクシア (Firewood Banksia、Banksia menziesii) は、ヤマモガシ目ヤマモガシ科の植物の1つ。